# 寺澤捷年
寺澤 捷年（てらさわ かつとし、1944年11月21日 - ）は、日本の医師、和漢診療学の創始者。
東京都生まれ。日本の伝統医学・漢方の継承者であると同時に、現代西洋医学との調和を目指し「東西医学の和諧と発展」による和漢診療学を提唱。富山医科薬科大学に和漢診療学講座を開設し初代教授となった。西洋医学を縦糸とすると、漢方は横糸であり、両者の活用により次世代型医療という織物が成り立つというのが寺澤の主張である。臨床医としての和漢診療学の実践に留まらず、医学生・研修医への教育、各種の漢方的病態の診断基準の提唱、漢方方剤の薬理学的解明，二重盲検臨床比較試験（二重盲検法参照）による漢方方剤の有効性の客観的評価法の確立など幅広い活動実績を持つ。2001年に文部科学省が公募したCOEプロジェクトでは富山医科薬科大学から応募した「東洋の知に立脚した個の医療の創生」が採択され、その拠点リーダーを務めた。さらに医史学的研究により江戸・明治期の先人の業績を発掘しており、『吉益東洞の研究』・『完訳・方伎雑誌』・『完訳医界之鉄椎』・『井見集・附録』・『漢方腹診考～症候発現のメカニズム～』・『漢方気血水論の研究』などの業績がある。和漢医薬学会理事長、日本東洋医学会会長、東亜医学協会理事長などを歴任。

## 略歴
- 東京都出身[15]
- 1963年3月 東京都立両国高等学校卒業
- 1970年3月 千葉大学医学部医学科卒業（6月医師免許取得）
- 1975年6月 日本神経学会専門医試験合格（神経内科専門医・第3号）
- 1979年3月 千葉大学大学院医学研究科中枢神経解剖学専攻博士課程修了・医学博士
- 1979年4月 千葉大学大学院医学研究科神経内科学・助手
- 1979年10月 富山医科薬科大学附属病院和漢診療部長
- 1982年4月 同・助教授
- 1990年1月 同・教授
- 1993年4月 富山医科薬科大学医学部和漢診療学講座創設、教授就任
- 1993年6月 WHO西太平洋地域事務局のCollaboration Centre 長
- 1999年11月 富山医科薬科大学医学部長（兼任・2年間）
- 2002年11月 富山医科薬科大学副学長・附属病院長 （専任・2年間）
- 2004年12月 富山医科薬科大学大学院医学研究科教授（21世紀COEプログラムPMOPプロジェクト責任者）
- 2005年4月 千葉大学大学院医学研究院和漢診療学講座創設、教授就任
- 2010年4月 千葉中央メディカルセンター和漢診療科・部長
- 2020年4月 千葉中央メディカルセンター和漢診療科・顧問

## 学説
その学問体系の内容は以下のようなものである。
- 1．漢方の病態を西洋医学的手法によって科学的に解明し、この研究成果を基に漢方の臨床を展開する。
- 2．漢方の診断学を普遍的な知の体系にするための各種の診断基準を作製する。
- 3．漢方薬（方剤と呼ぶ）の薬理効果を解明し、漢方に学問的根拠を与えると共に、広く医療の場で容易に漢方方剤を利用する道を拓く。
- 4．漢方方剤の臨床的有用性を二重盲検臨床比較試験などで明らかにする。
- 5．各種の難治性疾患に対して漢方と西洋医学の併用によって、各々単独では得られない新たな治療法を開拓する。

西洋医学が心身二元論に立脚し、主たる研究手法として要素還元論を採用しているのに対し、漢方は心身は不可分（心身一如）の立場に立脚し、構造主義的研究手法を採用している。この東西両医学は哲学的には統合することは実際上困難であるが、病気に苦しむ個々の患者において、両者の叡智を動員した統合医療的医療を実践することは容易である。この患者中心の視点こそ彼が最も強調する医療理念である。
彼は、千葉大学医学部医学科に入学と同時に「千葉大学東洋医学研究会」に所属。吉益東洞の学統に連なる千葉古方派の和田正系、藤平健、小倉重成、伊藤清夫に師事（学統図参照）。東西医学の叡智を動員した統合的医療システムを構築することが、理想の医療となることを発想し、和漢診療学と命名、その創始者となった。寺澤のこの医療理念は中国・韓国も注目しており、彼の著作は中国語・韓国語・英語・ドイツ語に翻訳されている。韓国語に翻訳出版された『吉益東洞の研究』は韓国政府2013年度の文化体育観光部・優秀学術図書・技術科学分野32編の中に選ばれた。2001年から医学教育カリキュラムが大きく見直され、医学生が漢方の知識を持つことが必須となったが、彼はこのカリキュラム改革に医学部長として参画して、これを実現した。
彼が著作の教科書『症例から学ぶ和漢診療学』は広く医学教育の場で用いられている。この教科書の優れた点は、これまで経験知に頼ってきた漢方の診断学を、各種の診断基準によって、客観的な診断学を形成したところにある。彼は優れた和漢診療学の臨床実践者であると同時に医学史にも造詣が深く、日本漢方の創始者吉益東洞の研究は思想史研究書として高く評価されており、2018年にこの業績に対して博士（文学）が授与されている。また幕末の医師尾台榕堂の研究によって、日本医史学学会から矢数道明医史学賞を授与された。

## 受賞歴
- 1986年7月　北里研究所 大塚敬節賞
- 1996年4月　陳立夫中医薬学術奨賞
- 2002年8月　和漢医薬学会学会賞
- 2005年6月　日本東洋医学会学術賞
- 2008年6月　日本医史学会・矢数道明医史学賞
- 2009年11月　武見記念・生存科学賞
- 2016年2月　全日本学士会・アカデミア賞
- 2017年11月　日本医師会最高優功賞
- 2023年11月  瑞宝中綬章[16][17]